# Заболотный (Вологодская область)
Заболотный — починок в Кичменгско-Городецком районе Вологодской области.
Входит в состав Городецкого сельского поселения (с 1 января 2006 года по 1 апреля 2013 года входил в Шонгское сельское поселение), с точки зрения административно-территориального деления — в Емельяновский сельсовет.
Расстояние до районного центра Кичменгского Городка по автодороге составляет 27 км. Ближайшие населённые пункты — Емельянов Дор, Шатенево, Лисицыно.
Население по данным переписи 2002 года — 12 человек.